# Đoạn Nghĩa Phu

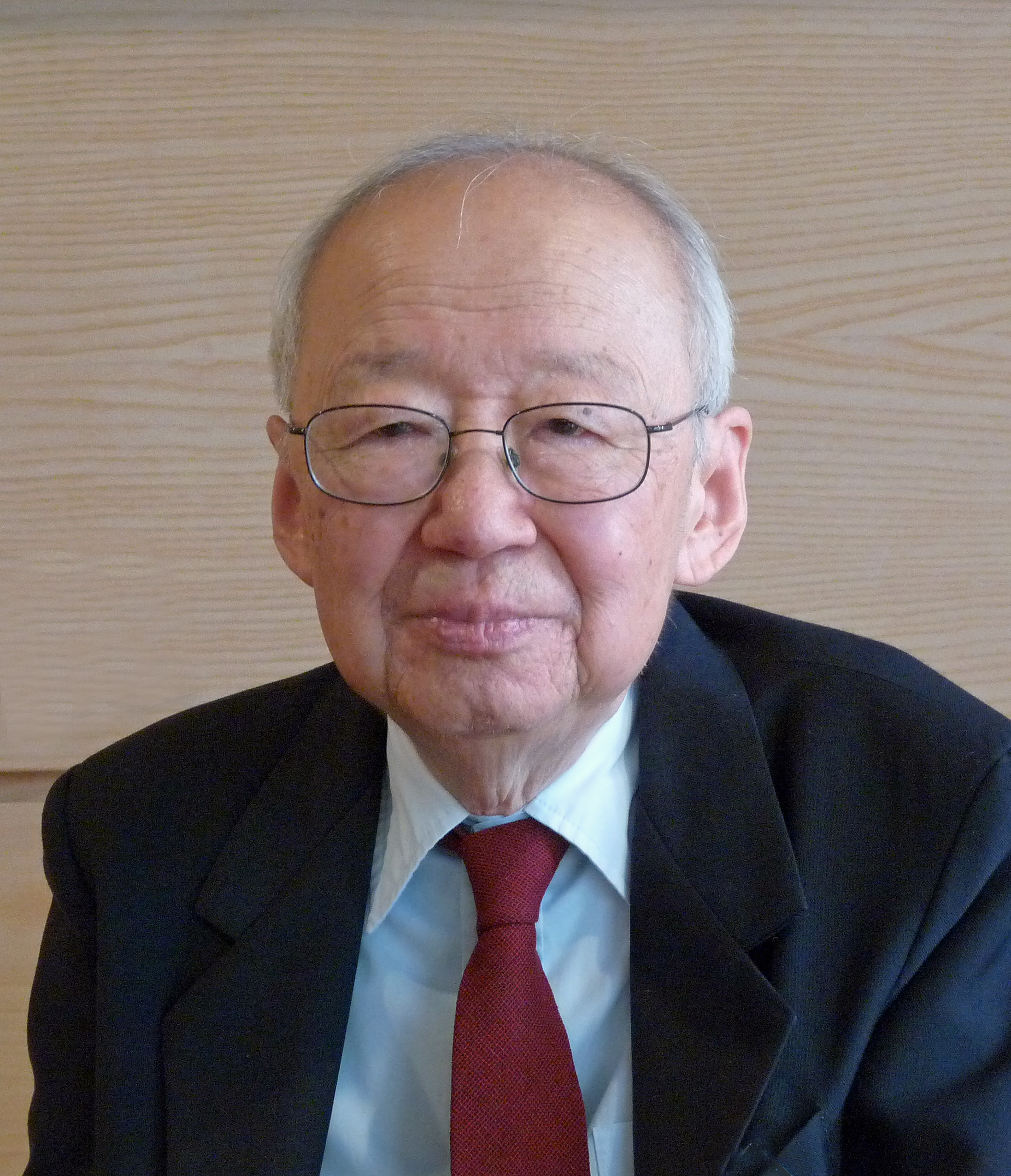
Đoạn Nghĩa Phu năm 2012

Đoạn Nghĩa Phu (Yi-Fu Tuan, Tiếng Hán: 段義孚, sinh ngày 5 tháng 12 năm 1930, tại Thiên Tân, Trung Quốc - mất ngày 10 tháng 8 năm 2022), giáo sư địa lý người Mỹ gốc Trung Quốc, chuyên quan tâm nghiên cứu và phát triển lĩnh vực lý thuyết của ngành địa lý nhân văn.
Sinh ra trong một gia đình làm chính trị thuộc tầng lớp trên của xã hội Trung Quốc, cha ông là Đại sứ, ông sớm được hưởng nền giáo dục tiên tiến ngay từ thuở nhỏ. Công việc của cha khiến gia đình ông phải thường xuyên di chuyển từ nước này sang nước khác (Úc, Philippin, Anh). Điều đó giúp ông mở rộng nhân sinh quan nhưng cũng khiến ông sớm phải thích nghi với sự thay đổi môi trường liên tục và đối diện với sự kỳ thị sắc tộc, nhất là trong hoàn cảnh thời đại của những năm sau chiến tranh thế giới lần thứ hai.
Sự nhạy cảm với vẻ đẹp của thiên nhiên và những ấn tượng trong quá khứ khiến ông nảy sinh mong muốn tìm kiếm câu trả lời về lý do tồn tại của bản thân trên Trái Đất rộng lớn và lựa chọn học ngành địa lý, để sau này phát triển nhánh địa lý nhân văn lý giải thích tính triết lý cảm giác của con người trước không gian.
Ông bắt đầu con đường học tập cả đời của mình từ trường University College, London (1947), sau lấy bằng cử nhân và thạc sĩ ngành địa lý tại University of Oxford (1951, 1955). Việc học tại Oxford tuy là một kinh nghiệm quý giá nhưng không giúp ông lý giải được câu hỏi của bản thân, do đó ông tiếp tục học lên và lấy bằng tiến sĩ tại University of California, Berkeley, Hoa Kỳ – cái nôi của ngành địa lý (1957).

## Sự nghiệp
Sau khi lấy tiến sĩ, ông giảng dạy và vẫn tiếp tục nghiên cứu ngành địa lý. Ông đi sâu vào đề tài địa lý nhân văn vào khoảng năm 1968 khi ông đang giảng dạy tại trường University of Minnesota. Ông đã xuất bản hàng chục đầu sách, bài viết, tham luận, được dịch ra nhiều thứ tiếng (Tiếng Ba Lan, Bồ Đào Nha, Đức, Ý, Nhật, Tây Ban Nha, Trung quốc) lần lượt phân tích những khía cạnh khác nhau của đề tại địa lý nhân văn: cảm giác không gian, sự yêu mến nơi chốn, sự sợ hãi nơi chốn, sự trốn chạy khỏi không gian…Tác phẩm mới nhất của ông vừa xuất bản năm 2012 tóm lược lại toàn bộ quá trình ông khởi phát và xây dựng hệ thống lý thuyết cho ngành địa lý nhân văn .
Khái niệm Địa lý nhân văn được ông chia sẻ trong 'lá thư gửi đồng nghiệp' năm 2004:
Ngành địa lý nghiên cứu về con người nói chung nghiên cứu mối quan hệ con người. Khía cạnh lạc quan nhất của ngành tin rằng những mối quan hệ bất đối xứng và có tính lợi dụng có thể được loại bỏ hoặc đảo chiều. Khía cạnh mà ngành địa lý về con người không tập trung nghiên cứu, cũng chính là lĩnh vực quan tâm của ngành địa lý nhân văn, là những quy ước xã hội (ngầm), hình thành khi ở trong một không gian nhất định, chi phối cộng đồng trong các mối liên hệ và giao tiếp trao đổi. Trong một thể nghiệm thực tế, sẽ không một ai đủ sự trong sạch lương tâm để có dũng khí "ném hòn đá đầu tiên". Dạng quy ước ngầm đó, sự dối trá đó, như lời răn của đạo Zoroastrianism (Iran) "Ngươi sẽ không nói dối" . Tất cả sự dối trá này là cần thiết để vận hành xã hội một cách uyển chuyển. Từ những suy nghĩ trên, tôi cho rằng ngành địa lý nhân văn ít nhận được sự quan tâm thích đáng vì quá khó khăn khi tiếp cận. Mặc dù vậy, ngành lại hấp dẫn suy nghĩ và ý tưởng của những người cuối cùng còn tin rằng con người có thể đối mặt với hầu hết những tình huống khắc nghiệt, thậm chí có thể hành động mà không tuyệt vọng.
Sau 14 năm giảng dạy ở University of Minnesota, ông chuyển đến University of Wisconsin–Madison để tiếp tục công việc với cương vị là giáo sư J.K. Wright và Vilas (1985-1998). Ông là hội viên của Hội nghiên cứu khoa học cấp cao Hoa Kỳ (1986), Hội Học giả Anh (2001), Hội Học giả khoa học và nghệ thuật Hoa Kỳ (2002). Ông được trao giải Cullum Geographical Medal bởi Hội Địa lý Hoa kỳ năm 1987.
Ông hiện đã nghỉ hưu và là giáo sư danh dự tại University of Wisconsin-Madison. Ông vẫn giảng dạy, tiếp tục chia sẻ thông qua những ‘lá thư gửi đồng nghiệp’ trên trang web cá nhân và viết sách. Ông chọn sinh sống tại Wisconsin vì nơi này gợi cho ông cảm giác ‘ở nhà’.
Ông qua đời tại Madison, Wisconsin vào ngày 10 tháng 8 năm 2022, hưởng thọ 91 tuổi.

## Những khái niệm cơ bản trong lý thuyếtđịa lý nhân văn

### Mô tả không gian/ nơi chốn
Đối tượng trọng tâm của ngành địa lý nhân văn, là ‘không gian’ và ‘nơi chốn’. Con người dùng thời gian để di chuyển trong không gian từ nơi này đến nơi khác. Tương tự, một nơi chốn luôn cần có không gian để trở thành nơi chốn có bản sắc. Mối quan hệ không gian – nơi chốn là mối quan hệ hai chiều tác động qua lại lẫn nhau.

### Topophilia
Mô tả trạng thái con người có tình cảm yêu thương gắn bó với một địa điểm cụ thể, như làng quê thuở ấu thơ, thông thường liên quan đến cảm giác về vẻ đẹp của nơi chốn hoặc rất nhiều những khía cạnh khác từ vẻ đẹp thiên nhiên bên ngoài tới không gian bên trong ngôi nhà thông qua kỷ niệm, niềm tự hào sở hữu, sự sáng tạo hay những sản phẩm vô hình và hữu hình mà nơi chốn đem lại, là mối liên hệ hai chiều giữa con người và không gian sống của họ.

### Topophobia
Mô tả trạng thái chối bỏ, sợ hãi với địa điểm ví dụ như là nơi mà một sự kiện tồi tệ, có tác động xấu, nặng nề đã xảy ra.

## Tác phẩm
•	Humanist Geography: An Individual's Search for Meaning. 2012. University of Wisconsin Press, Madison. (Địa lý nhân văn: Một hành trình tìm kiếm ý nghĩa)
•	Religion: From Place to Placelessness. 2010. Center for American Places, Chicago, IL. ISBN 978-1-930066-94-6 (Tôn giáo: Từ địa điểm đến phi địa điểm)
•	Human Goodness. 2008. University of Wisconsin Press, Madison, WI. ISBN 978-0-299-22670-1 (Con người nhân từ)
•	Coming Home to China. 2007. University of Minnesota Press, Minneapolis, MN. ISBN 0-8166-4992-8 (Về quê)
•	Place, Art, and Self. 2004. University of Virginia Press, Santa Fe, NM, in association with Columbia College, Chicago, IL. ISBN 1-930066-24-4. (Nơi chốn, nghệ thuật và cái tôi)
•	Dear Colleague: Common and Uncommon Observations. 2002. University of Minnesota Press, Minneapolis, MN. ISBN 0-8166-4055-6. (Thư gửi đồng nghiệp: Những góc nhìn thông thường và khác lạ)
•	Who am I?: An Autobiography of Emotion, Mind, and Spirit. 1999. University of Wisconsin Press, Madison, WI. ISBN 0-299-16660-0. (Tôi là ai? Bản tiểu sử của cảm xúc, ý nghĩ và linh hồn)
•	Escapism. 1998. Johns Hopkins University Press, Baltimore, MD. ISBN 0-8018-5926-3. (Chạy trốn)
•	Cosmos and Hearth: A Cosmopolite's Viewpoint. 1996. University of Minnesota Press, Minneapolis, MN. ISBN 0-8166-2730-4. (Vũ trụ và lò sưởi: góc nhìn của một công dân thế giới)
•	Passing Strange and Wonderful: Aesthetics, Nature, and Culture. 1993. Island Press, Shearwater Books, Washington, DC. ISBN 1-55963-209-7. (Sự trải nghiệm lạ lùng và hứng khởi: thẩm mỹ, tự nhiên và văn hóa)
•	Morality and Imagination: Paradoxes of Progress. 1989. University of Wisconsin Press, Madison, WI. ISBN 0-299-12060-0. (Đạo đức và ảo tưởng: Sự nghịch lý của tiến trình)
•	The Good Life. 1986. University of Wisconsin Press, Madison, WI. ISBN 0-299-10540-7. (Cuộc đời tươi đẹp)
•	Dominance and Affection: The Making of Pets. 1984. Yale University Press, New Haven, CT. ISBN 0-300-03222-6. (Sự thống trị và tình cảm: Nuôi vật nuôi)
•	Segmented Worlds and Self: Group Life and Individual Consciousness. 1982. University of Minnesota Press, Minneapolis, MN. ISBN 0-8166-1109-2. (Thế giới phân đoạn và cái tôi: Cộng đồng sống và ý thức cá nhân)
•	Landscapes of Fear. 1979. Pantheon Books, New York, NY. ISBN 0-394-42035-7. (Quang cảnh của nỗi sợ)
•	Space and Place: The Perspective of Experience 1977. University of Minnesota Press, Minneapolis, MN. ISBN 0-8166-0808-3. (Không gian và nơi chốn: Góc nhìn trải nghiệm)
•	Topophilia: a study of environmental perception, attitudes, and values 1974. Prentice-Hall, Englewood Cliffs, NJ. ISBN 0-13-925248-7. (Topophilia: Một nghiên cứu nhận thức, thái độ và giá trị đối với quang cảnh môi trường)
•	The Climate of New Mexico. 1973. State Planning Office, Santa Fe, NM. (Khí hậu New Mexico)
•	Man and Nature. 1971. Association of American Geographers, Washington, DC. Resource paper #10. (Con người và thiên nhiên)
•	China. 1970. In "The World's Landscapes". Harlow, Longmans. ISBN 0-582-31153-5. (Trung Quốc)